# Tessa Brouwer
Tessa Brouwer (21 de marzo de 1991) es una deportista neerlandesa que compitió en natación. Ganó una medalla de bronce en el Campeonato Europeo de Natación en Piscina Corta de 2010, en la prueba de 100 m braza.

## Palmarés internacional
| Campeonato Europeo en Piscina Corta | Campeonato Europeo en Piscina Corta | Campeonato Europeo en Piscina Corta | Campeonato Europeo en Piscina Corta |
| Año                                 | Lugar                               | Medalla                             | Prueba                              |
| ----------------------------------- | ----------------------------------- | ----------------------------------- | ----------------------------------- |
| 2010                                | Eindhoven (Países Bajos)            | Medalla de bronce                   | 100 m braza                         |